# Hauke Wagner (Politiker)

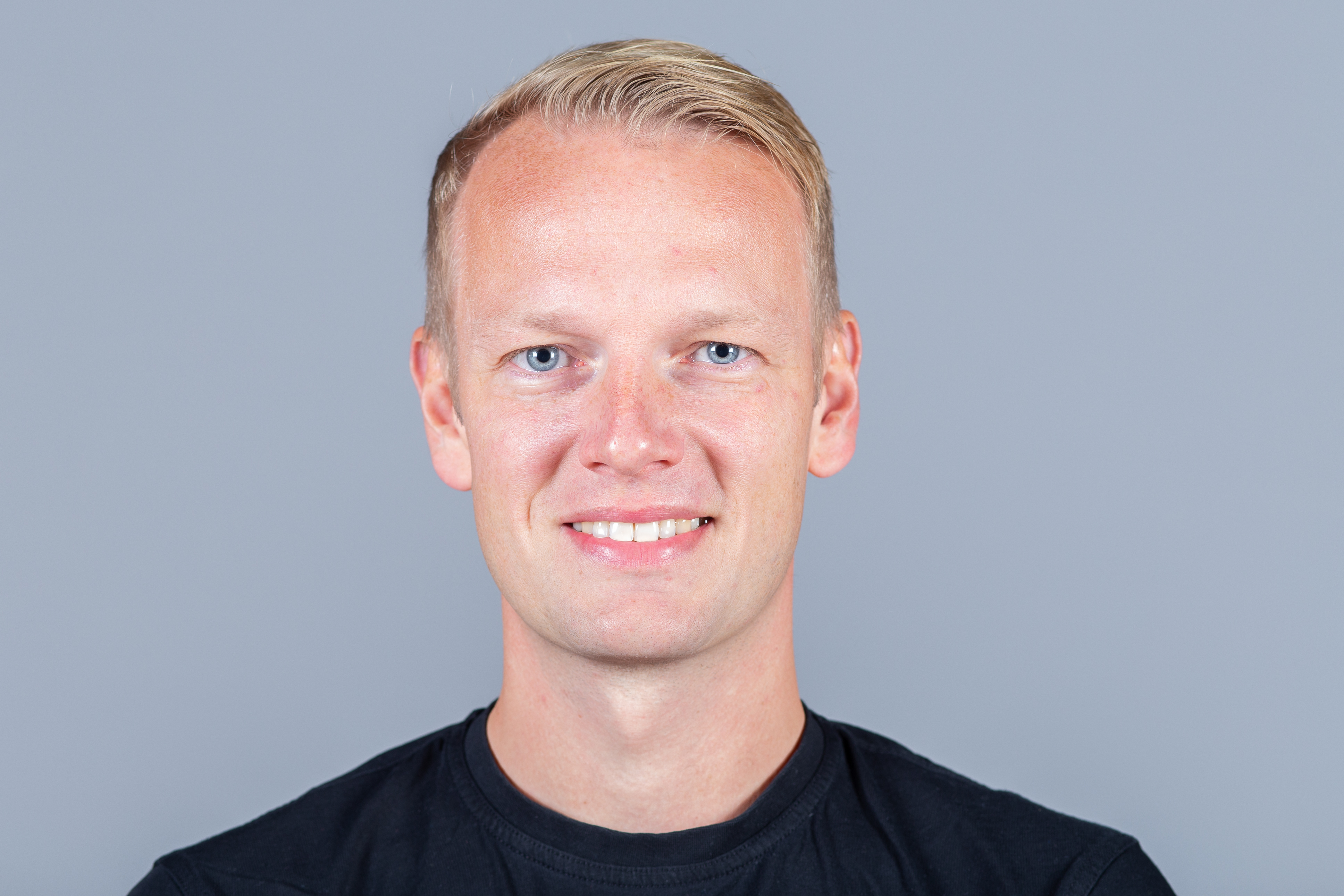
Hauke Wagner (2018)

Hauke Wagner (* 11. Mai 1982 in Hamburg) ist ehemaliger deutscher Politiker (SPD). Er war Abgeordneter in der Hamburgischen Bürgerschaft und ist Unternehmer.

## Ausbildung und Beruf
Nach dem Abitur 2002 an der Rudolf-Steiner-Schule Harburg und der Ableistung des Zivildienstes bei Leben mit Behinderung Hamburg Elternverein absolvierte Wagner von 2004 bis 2006 eine duale Ausbildung bei der Hamburger Hochbahn mit BWL-Studium an der privaten Fachhochschule Nordakademie in Elmshorn. Anschließend studierte er bis 2010 an der Universität Hamburg Volkswirtschaftslehre und arbeitete nebenher als wissenschaftlicher Mitarbeiter und zeitweiliger Büroleiter des SPD-Bürgerschaftsabgeordneten Mathias Petersen.
Von 2010 bis 2012 war Wagner Vorstandsreferent und stellvertretender Bereichsleiter der strategischen Unternehmenssteuerung bei der Hochbahn. Zwischen September 2012 und 2014 war er für den Energiekonzern Vattenfall in Hamburg im Projektmanagement tätig und trat – als Privatperson – öffentlich gegen den Rückkauf der Energienetze vor dem Volksentscheid auf. Ab Oktober 2014 war Wagner für das Außenwerbungsunternehmen JCDecaux in Hamburg tätig. Heute führt er ein Unternehmen aus der Immobilienbranche und arbeitet als selbstständiger Kommunikationsberater. Seit Mai 2020 betreibt Wagner zusammen mit Michael Voigtländer den Podcast „1a LAGE - Der Immobilienpodcast“.

## Politik
Wagner trat 2002 in die SPD ein. Von 2011 bis 2013 war er Mitglied der Bezirksversammlung Wandsbek und stellvertretender SPD-Fraktionsvorsitzender. Seit 2012 ist er Mitglied im Hamburger SPD-Landesvorstand und stellvertretender Kreisvorsitzender der SPD Wandsbek.
Im Jahr 2012 amtierte Wagner als Landesvorsitzender der Jusos in Hamburg, gab diese Position und sein Mandat in der Bezirksversammlung jedoch für seine Tätigkeit bei Vattenfall auf. Im Dezember 2013 kandidierte Wagner für das Amt des Juso-Bundesvorsitzenden, unterlag jedoch Johanna Uekermann.
Bei der Bürgerschaftswahl in Hamburg 2015 kandidierte Wagner auf der SPD-Landesliste und errang über Platz 35 ein Mandat im Landesparlament. Dort gehörte er für die SPD-Fraktion den Ausschüssen für Umwelt und Energie sowie für Wirtschaft, Innovation und Medien an. Im Vorfeld der Wahl sorgte er für Aufsehen, indem er einen 48-stündigen Sanitäterkurs mit Prüfung absolvierte und daraufhin in den Wahlunterlagen als Berufsbezeichnung „Sanitäter“ angab, – und somit auf dem Wahlzettel die Wähler über seinen Beruf täuschte. Nach eigenen Angaben hatte er zuvor recherchiert, dass dieser Beruf in der Bevölkerung hohes Ansehen und Vertrauen genießt. Zur Bürgerschaftswahl 2020 trat er nicht erneut an.
Er ist Mitglied im Programmbeirat für Digitale Gesellschaft des SPD-Bundesvorstandes, Mitglied der IG Bergbau, Chemie, Energie sowie der Synode der Evangelischen Kirche in Deutschland.

## Familie
Wagner wuchs mit zwei Geschwistern als Sohn des SPD-Politikers und langjährigen Hamburger Bausenators Eugen Wagner in Finkenwerder auf. Er wohnt im Stadtteil Eilbek, ist verheiratet und hat einen Sohn und eine Tochter.